# Тетрахедран
Тетрахедранът (C4H4) е бициклоалкан, платонов въглеводород и изомер на циклобутадиен. Той има 4 въглеродни и 4 водородни атома. Има още 3 триъгълни пръстена. Симетрията е правилен тетраедър.